# Internierungslager Karlstein an der Thaya

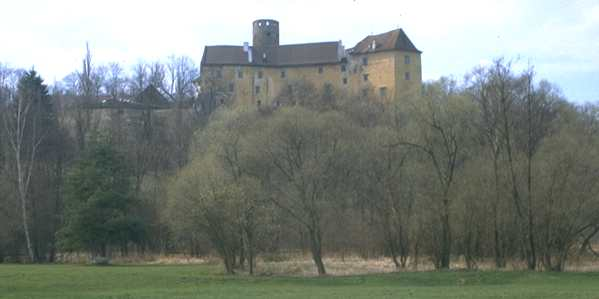
Schloss Karlstein an der Thaya

Das Internierungslager Karlstein an der Thaya wurde ab 1914 im Schloss Karlstein (Niederösterreich) in Karlstein an der Thaya eingerichtet. Im Internierungslager wurden Staatsbürger aus mit Österreich-Ungarn im Krieg befindlichen Staaten festgesetzt. Aber auch Staatsbürger der Donaumonarchie wurden hier interniert, falls sie freundschaftlicher Gesinnung mit einem Feindstaat verdächtigt wurden.
Nachdem am 15. August 1914 Meldung nach Wien erstattet wurde, dass die leer stehende Burg des Grafen van der Straten ab dem 16. August für 150 Personen und das nötige Wachpersonal zur Verfügung stehe, traf bereits am 18. August gegen 23:00 Uhr der erste Transport von 95 Personen zu Fuß in Karlstein an der Thaya ein, nachdem sie per Thayatalbahn bis nach Dobersberg gebracht worden waren.
Der Bezirkshauptmann von Waidhofen an der Thaya sandte der niederösterreichischen Statthalterei in Wien einen Bericht, wonach das seit 1832 leer stehende Schloss von schlechter Bausubstanz sei, keine Fenster und keine beheizbaren Öfen besitze. Trotzdem folgten am 21. August die nächsten 71 Ausländer.
Nach einem Lokalaugenschein durch den Bezirkshauptmann von Waidhofen an der Thaya, Alexander Ritter Bosizio von Thurnberg und Jungenegg, wurde der Großteil der Belegschaft aus dem baufälligen Schloss ins Internierungslager Grossau (Schloss Grossau) evakuiert. Eine kleinere Gruppe kam ins Internierungslager nach Kautzen. Eine weitere Gruppe finanziell gut gestellter Personen, bei denen die Fluchtgefahr als gering eingeschätzt wurde, wurde in Karlstein in Privatquartieren, die sie selbst zu bezahlen hatten, einquartiert (siehe unten: Konfinierungsstation)
Nachdem am 7. September 1914 das Lager geräumt war und mit den notwendigen Sanierungsarbeiten begonnen werden sollte, traf dem Protest der Bezirkshauptmannschaft Waidhofen bei der Statthalterei zum Trotz abermals ein Transport von 170 Personen aus Galizien und der Bukowina ein, die man russophiler Gesinnung verdächtigte. Diese Österreicher mussten hier einquartiert werden, da das steirische Internierungslager Thalerhof bei Graz noch nicht fertiggestellt war.
Am 9. Oktober 1914 konnte diese Gruppe gemeinsam mit anderen im Bereich der Bezirkshauptmannschaft Waidhofen internierten Inländern – insgesamt etwa 200 Personen – in die Steiermark verlegt werden.
Nachdem die Adaptierungsarbeiten am Schloss Karlstein abgeschlossen worden waren, wurde das Lager am 28. Oktober 1914 als Familienstation für Frauen, Kinder und Eheleute wieder in Betrieb genommen.
Nach der Flecktyphus-Epidemie im Internierungslager Drosendorf zu Beginn des Jahres 1915 wurden als Ersatz für die Schlafplätze auf Stroh eiserne Betten angeschafft.
Ebenfalls 1915 wurden weitere Räume des Schlosses bewohnbar gemacht. Im Sommer brachte der Anschluss an das Elektrizitätswerk von Münchreith elektrische Beleuchtung. Im ersten Halbjahr 1916 erhielt der Gendarmerieposten Karlstein einen Anschluss an das öffentliche Telefonnetz.
Im Juni 1916 wurde die Familienstation auf Weisung des Kriegsüberwachungsamtes aufgelöst, um Minister und hohe Militärs aus Montenegro hier unterbringen zu können. Lediglich 30 polnische Insassen blieben anlässlich dieser teilweisen Räumung am 23. und 24. Juni zurück als Bedienung für die Montenegriner. Am 10. September 1916 genehmigte das Kriegsüberwachungsamt deren „strenge Konfinierung“ (d. h. Wohnen und Essen in der Burg, Freigang von 8:00 bis 12:00 Uhr und von 13:00 Uhr bis Sonnenuntergang).
1916 wurde ein Lagerspital mit 25 Betten in einem Haus in Karlstein eingerichtet.
Ebenso wie Kriegsgefangene wurden auch die Internierten zu Arbeiten im Lager und außerhalb herangezogen. Anfang 1918 ging in den Schneiderwerkstätten in Karlstein und Grossau der Zwirn aus, so dass in den nächsten sechs Wochen keine Reparaturen an Kleidungsstücken oder sonstige Schneiderarbeiten möglich waren.
Spürbar wurde der kriegsbedingte Mangel aber auch auf dem Speiseplan, der immer eintöniger wurde und immer öfter nur Rüben zu bieten hatte.
Nach dem Kriegsende wurden in Karlstein Béla Kun und seine Anhänger in Karlstein interniert, nachdem sie zuvor einige Wochen im Internierungslager Drosendorf untergebracht gewesen waren.

## Konfinierungsstation Karlstein
Zusätzlich zum Internierungslager in der Burg Karlstein an der Thaya bestand seit dem 28. Oktober 1914 auch eine „Konfinierungsstation“ für 40 Personen im Ort Karlstein, nachdem die Bezirkshauptmannschaft beim Bürgermeister von Karlstein um die Anzahl von Unterkünften in Privatquartieren angefragt hatte.
In den Konfinierungsstationen wurden in Privatquartieren Personen untergebracht, bei denen die Fluchtgefahr als nicht so hoch eingestuft wurde. Außerdem mussten sie in der finanziellen Lage sein, ihr Quartier und die Verpflegung selbst zu bezahlen.
Die Konfinierten hatten sich zu bestimmten Zeiten bei Kontrollorganen zu melden und zu den vorgeschriebenen Zeiten in ihren Unterkünften zu sein. Sie durften sich im Ort und der Umgebung innerhalb bestimmter gekennzeichneter Grenzen frei bewegen.